# Abdolmohammad Papi
Abdolmohammad Papi (pers. عبدالمحمد پاپی, ur. 23 sierpnia 1987) – irański, a od 2022 roku niemiecki zapaśnik walczący w stylu klasycznym. Zajął dwunaste miejsce na mistrzostwach świata w 2022. Czternasty na mistrzostwach Europy w 2022. Srebrny medalista mistrzostw Azji w 2013 i brązowy w 2011. Szósty w Pucharze Świata w 2013. Trzeci w wojskowych mistrzostwach świata w 2010. Wicemistrz świata juniorów w 2007 i 2008 i Azji w 2006 roku.